# カステル・コロンナ
カステル・コロンナ（イタリア語: Castel Colonna）は、イタリア共和国マルケ州アンコーナ県トレカステッリ (it:Trecastelli) に属する分離集落（フラツィオーネ）。
かつては、周辺の集落を含む独立した自治体（コムーネ）であったが、2014年にリーペ、モンテラードと合併し、新自治体の一部となった。

## 地理

### 位置・広がり
アンコーナ県の集落。アンコーナから西北西へ34kmの距離にある。
コムーネは13.31km2 の面積があり、Croce, Francavilla, Giombinoなどの分離集落を含んでいた。最低地点は24m、最高地点は236mであった。2014年1月時点のコムーネ人口は1058人。

#### 隣接コムーネ
隣接していたコムーネは以下の通り。
| - コリナルド - モンドルフォ (PU) - モンテラード - リーペ - セニガッリア |